# 대방군
대방군(帶方郡)은 중국의 삼국시대의 군벌 공손강(公孫康)이 3세기 초에 설치한 행정구역이다. 본래는 진번군의 일부였으나 기원전 82년에 낙랑군에 편입되었다가 이때에 분할되어 군으로 승격되었다.

## 역사
대방은 원래 기원전 108년에 설치된 진번군의 현(縣)이었다. 진번군에는 15개 현이 소속되어 있었는데 토착민들의 저항으로 인해 기원전 82년에 진번군이 폐지되면서 소속 15개 현 가운데 7개 현만 편입되고 나머지 8개 현은 폐지된 것으로 보인다. 낙랑군은 편입된 진번군 지역을 관할하기 위해 남부도위(南部都尉)를 설치하여 7개 현을 관할하게 하였다. 7개 현 가운데 하나가 대방현으로 남부도위의 중심지였다.
낙랑군 일대는 2세기 말에 요동 일대의 군벌 공손탁의 세력에 속했다. 공손탁의 뒤를 이은 공손강은 건안 연간에 한(韓)과 예(穢)가 강성해지면서 변경을 위협하자 이를 견제하고자 남부도위 관할의 7개 현을 낙랑군에서 분할하여 대방군을 설치하고 공손모(公孫模)·장창(張敞) 등을 파견하여 삼한으로 유망하는 유민(流民)을 막았다. 위(魏)가 건국된 후 명제(明帝)는 사마의(司馬懿)를 파견하여 공손연(公孫淵)을 토벌하였는데, 낙랑·대방에 별도로 유흔(劉昕)과 선우사(鮮于嗣)를 파견하여 점령하였다.(238년)
서진(西晋)이 건국된 이후 백제 및 고구려의 공격이 가속화되어 낙랑 및 대방군은 점차 약화되었다. 오호 십육국 시대의 혼란으로 서진이 몰락하자 낙랑군과 대방군도 쇠퇴하여 313년에 낙랑군이 고구려에 정복되었고 314년에 대방군도 고구려에 의해 멸망하였다. 이후 대방군 지역은 고구려와 백제가 지배하였다.
이후 요동지역에 자리잡던 선비족 모용씨(慕容氏)가 요서 대릉하 부근에 대방군(帶方郡)을 다시 설치하였다가, 430년 북위(北魏)에 의해 폐지되었다.

## 위치
대방군의 치소는 2세기 말에 요동 일대의 군벌 공손탁의 세력에 속했다는 것으로 보아 요동에 있었다.

## 같이 보기
- 한사군